# Etiqueta amarilla

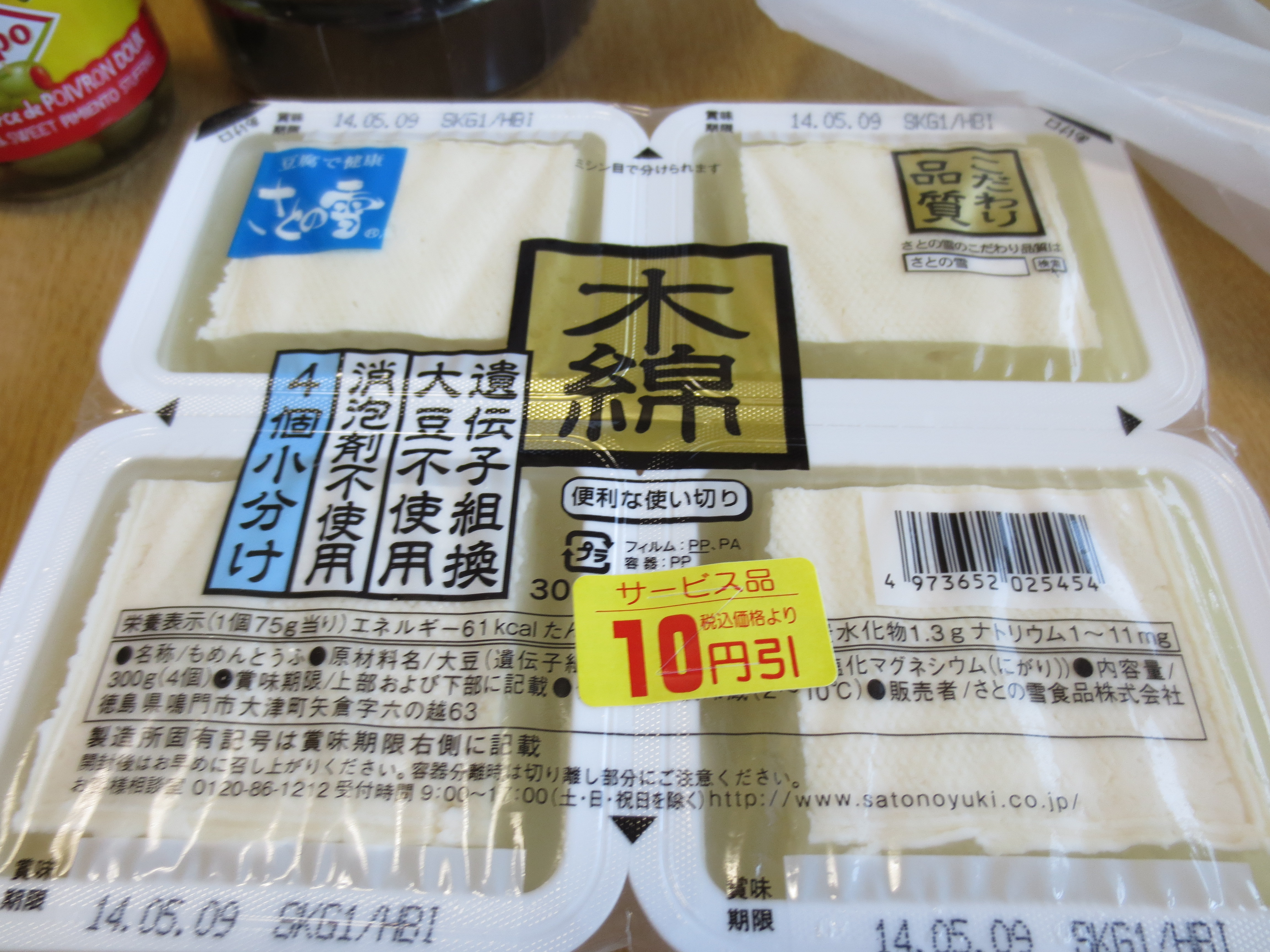
Etiqueta amarilla de descuento en uso en Japón.

Las etiquetas amarillas son un método para alertar a los compradores sobre los alimentos cuyo precio se ha reducido porque se está acercando a su fecha de caducidad. Las etiquetas amarillas son utilizadas por varias cadenas de supermercados británicas, incluidas Asda, Sainsbury's y Tesco. También se encuentran en otras partes del mundo, como en Japón.

## En el Reino Unido

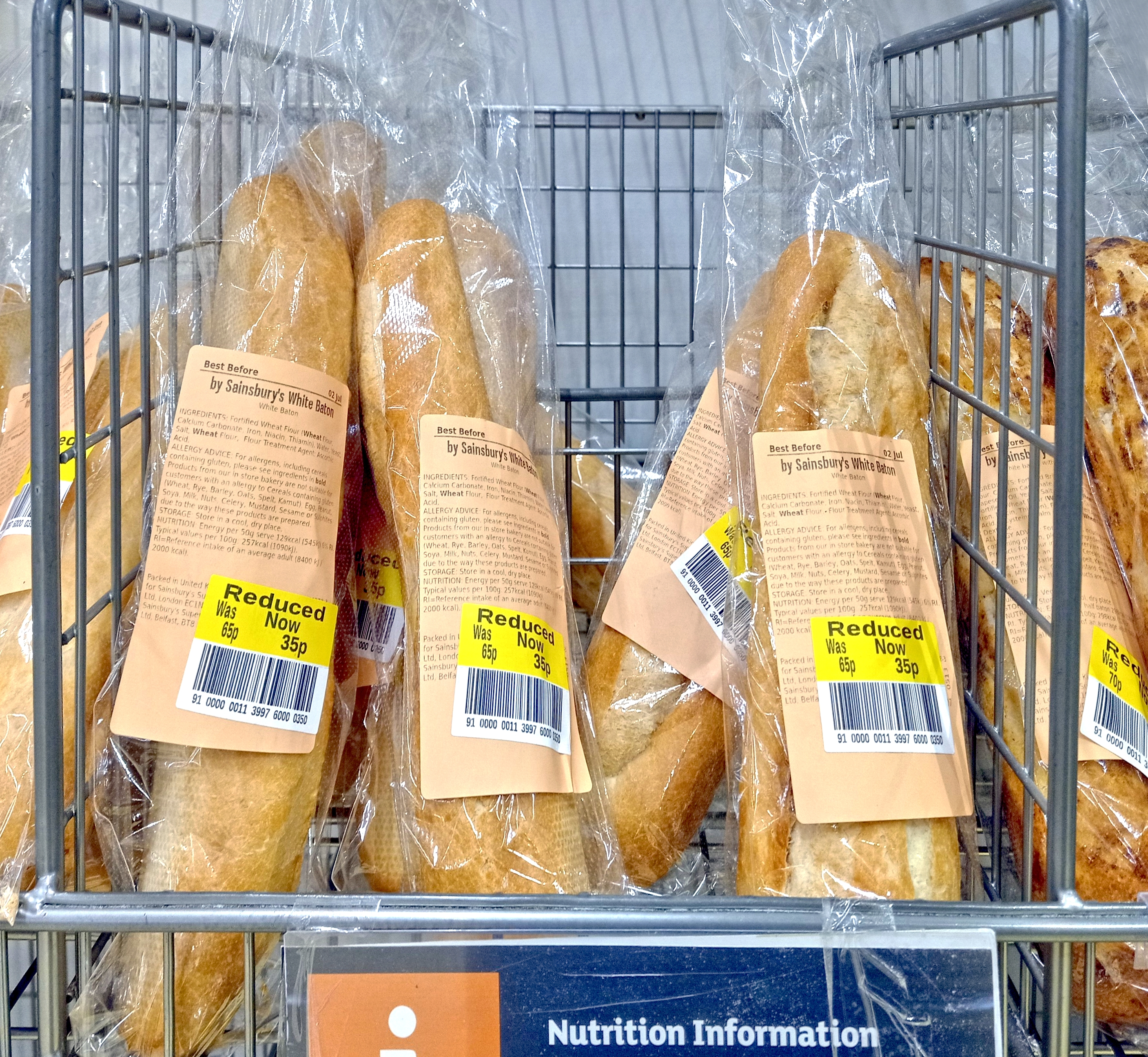
Pan a predio reducido para rematar en el supermercado Sainsbury's, Londres.

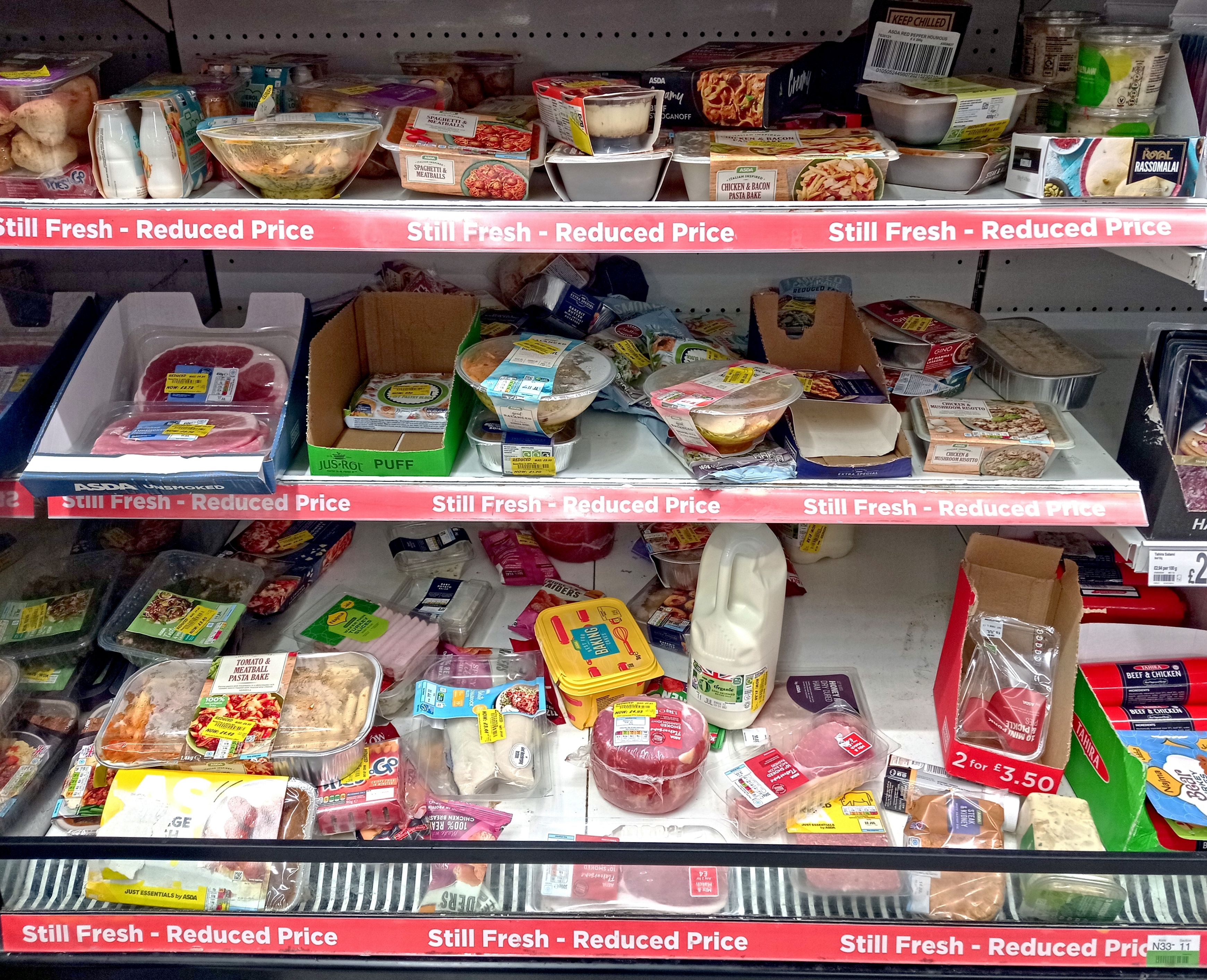
Etiquetas amarillas en Asda.

En el Reino Unido, las etiquetas se han utilizado desde al menos 1993, cuando un director de los supermercados J Sainsbury escribió a The Times, en respuesta a una queja de un cliente, para explicar que se había colocado una «etiqueta amarilla brillante» en el código de barras original del artículo, para evitar que se escanee al precio original.
En 1999, Lynne Truss hizo referencia a las calcomanías amarillas en un artículo de The Times lamentando la baja calidad de un equipo de fútbol, como si hubieran sido elegidos en Asda en el momento de la etiqueta amarilla antes de que expirara su vida útil. En 2013, la periodista Candida Crewe explicó en The Times que pudo vivir la «gran vida», a pesar de tener poco dinero, usando una variedad de técnicas para ahorrar dinero que incluían ser «adicta a esas alegres etiquetas amarillas de 'rebaja' al final del día de un supermercado», tarjetas de fidelización, y vistiendo solo de negro.
En 2018, las compras con etiqueta amarilla fueron el tema de un artículo en Area, la revista académica de la Royal Geographical Society. Los autores notaron la naturaleza impredecible de la práctica, celebrando y describiendo el éxito de maneras que contrastaban con la tienda semanal más mundana.
En mayo de 2023, se informó que, según una investigación de Barclays Bank, el 38 % de los compradores británicos estaban comprando artículos con etiquetas amarillas para hacer que su dinero rindiera más durante la crisis del costo de vida. Se informó que los artículos tenían tanta demanda que los trabajadores de Tesco se vieron obligados a rodearlos con barreras mientras aplicaban las etiquetas para evitar el desorden cuando los compradores se apoderaban de las reducciones. Tesco había utilizado las barreras por primera vez durante la pandemia de COVID-19 con fines de distanciamiento social. [Design Week]] informó que se había desarrollado una aplicación para ayudar a los compradores a incorporar las compras con descuento en su cocina casera.
En julio de 2023, la BBC señaló que los minoristas también habían adoptado el color amarillo, utilizado porque se pensaba que era «cálido y acogedor», en sus etiquetas para artículos que tenían descuentos permanentes para miembros de esquemas de lealtad, como el esquema Tesco Clubcard.
Los alimentos que aún no han sido vendidos después de haber sido reducidos en el precio pueden ser donados a un banco de alimentos o enviados para digestión anaeróbica.
A 2017, algunos supermercados económicos del Reino Unido, como Aldi, no usan las pegatinas.